# The Human Stain
The Human Stain är en amerikansk långfilm från 2003 i regi av Robert Benton, med Anthony Hopkins, Nicole Kidman, Ed Harris och Gary Sinise i rollerna. Filmen är baserad på Philip Roths roman Skamfläcken.

## Rollista
| Anthony Hopkins    | – Coleman Silk       |
| Nicole Kidman      | – Faunia Farley      |
| Ed Harris          | – Lester Farley      |
| Gary Sinise        | – Nathan Zuckerman   |
| Wentworth Miller   | – Young Coleman Silk |
| Jacinda Barrett    | – Steena Paulsson    |
| Harry Lennix       | – Mr. Silk           |
| Clark Gregg        | – Nelson Primus      |
| Anna Deavere Smith | – Mrs. Silk          |
| Lizan Mitchell     | – Ernestine          |
| Kerry Washington   | – Ellie              |
| Phyllis Newman     | – Iris Silk          |